# 露營者日記
《露營者日記》（英語：Diary of a Camper，縮寫DoaC，中文又譯《婊人日誌》、《龜公日誌》）是一部发行于1996年的美國機造影片，该片是利用id Software所發行的第一人稱射擊遊戲《雷神之錘》的引擎而製作的。该部电影由當時一群著名的遊戲玩家所組成的「遊騎兵」遊戲戰隊下屬分支「聯合遊騎兵影業」所製作。該片在網際網路首次發行時是以一種非互動遊戲演示檔案格式散播。一般认为，該動作片是目前所知最早利用機造影片──即一种利用即時、虛擬三維環境、常常利用遊戲引擎擔綱來創作動畫片的技術──制作的电影。該片故事围绕着一位形單影隻的露營者（即描述那些不尋求積極的戰鬥，而躲在戰略位置龜縮的玩家，中譯龜公一詞即因此而來）而展开，他透過以儘可能殺死更多對手的死鬥模式，迎戰5位遊騎兵戰隊成員。
雖然在此前玩者已可以錄下遊戲進行的片段，不過這種情況通常适用于死鬥模式以及另一種以儘快完成某地圖为目标任务的競速通關（Speedrun）模式。《露營者日記》是第一個以內含文字對話旁白的演示片，这不同于以往僅僅顯示遊戲进程的短片。

## 情节概述

《露營者日記》的一幅截圖

《露營者日記》的故事背景全部取自《雷神之錘》DM6地圖（黑暗地帶）。在探索了DM6的一些區域後，遊騎兵小隊集結並決定指派兩名成員：斯芬克司（Sphinx）和派佛連（Pyoveli）去偵察位於地圖上層的房間。在他們進入房間後不久，就被等候在那里的露營者射杀了（内容由顯示在遊戲畫面中的文字訊息得以確認）。剩下的3位遊騎兵成員──ColdSun、ArchV以及一位不知名的成員──意識到隊友已經牺牲，于是遠遠的開火還擊，一陣掃射後殺死了露營者。檢視過露營者的尸体後，他們辨認出對手就是約翰·羅梅洛。

## 製作背景
《露營者日記》是利用遊戲內建錄像功能創造的。這種功能首先在1993年id Software的电子游戏《毀滅戰士》中出現。透過此功能，玩家可以有效地錄下遊戲事件，而非遊戲成像後的影像，以留待日後透過遊戲引擎以即時模式重播。《毀滅戰士》的繼任者《雷神之錘》提供了遊戲元素與開放自訂等兩種新特色，同時保留了錄影的功能。在《機造影片》一書中，凱蘭、莫里斯、與勞埃德指出多人遊戲日漸普及，幾乎可與運動相提並論，對戰演示檔案都有紀錄作研究。機造影片藝術與科學學院執行董事保羅·馬力諾打了個不同的比方：「玩者以更具電影風味的方式錄下死鬥……玩家視角便轉化成導演視角。」
以其遊戲技巧與對遊戲模組編程能力出名的「遊騎兵」戰隊，在1996年8月開始構思利用《雷神之錘》來拍片並於同年10月26日釋出《露營者日記》。他們拍的新演示短片由於將遊戲開拓至不同領域而讓雷神之錘社群深感驚訝。根據亨利·羅沃德（Henry Lowood）所言，《露營者日記》包含了先前遊戲錄像留下的動作與血塊，不過它是在一個簡單故事脈絡下而非一般沒頭沒腦的死鬥模式下發展。一篇《商業周刊》的文章將該片發生的事件拿來與那些一般死鬥模式做了比較。與許多其他之前影片類似的是，《露營者日記》是在《雷神之錘》網路多人死鬥模式下錄製，不過「它標誌着從運動賽事錄影過渡到電影拍攝。玩者們如演員般照精心設計的情節動作，……以純文字方式說出其對白……」羅沃德表示，「《露營者日記》打破過往演示錄影僅作為一種遊戲記錄的傳統」因為觀眾視角是獨立於「任何參與遊戲的玩者/演員；該短片不是從射手的第一人稱觀點所『拍攝』的。」羅沃德強調透過把參考者（如露營者）包含進遊戲進行中，使得該片可稱作是：「從競爭性比賽轉變到……最小程度的戲劇性演出」。

## 發行前後
在《露營者日記》發行前，德國博士候選人烏韋·居李察（Uwe Girlich）在註解《雷神之錘》演示檔案格式時表示：「玩者座標與攝影機位置可以不同。」他補充說：「對有太多空閒時間的人來說，《雷神之鎚》可以取代完整的三維建模系統」。不過，「遊騎兵」戰隊在所有市面上演示影片編輯工具軟體公開釋出前就開發出了《露營者日記》；由於沒有手頭現成工具，戰隊成員艾力·「ArchV」·富勒自己寫工具程式做為替代品，這讓他可以改變攝影機位置及接合錄像。如同所有的聯合遊騎兵影業所出品影片一樣，由希斯·「ColdSun」·布朗擔任編劇，而馬特·「無名戰士」·雲斯卡拉則是導演。在發行記錄中，布朗把榮耀歸功於戰隊成員基斯·「斯芬克司」·伯肯及在富勒協助下擔任「影片包裝」的穆特。
《露營者日記》和其他受啟發的電影最早皆被稱作「雷神之鎚電影」；後來「機造影片」一詞於1998年創造，以回應日漸增多、使用其他遊戲引擎拍的片子。一開始人們對是否將《露營者日記》追列為第一部機造影片而猶豫不決；然而在2000年1月一篇由Machinima.com發表的文章開頭提到：「要確認哪部片是第一部機造影片有點困難。短片如《毀滅戰士》競速通關、《特技島》錄像片與《展景》皆有權競爭此資格。然而，要確認第一部以三維引擎拍攝的電影卻容易的多，那就是：《露營者日記》。」馬力諾表示，機造影片藝術與科學學院在2002年審慎地定義了機造影片為「在實時虛擬三維環境下拍攝的動畫片」以將機造影片從其創造世系中分離。藉由將機造影片從展景與早期的演示錄像分離，他定義了《露營者日記》是第一部機造影片。羅沃德還對照了該片與較早期「遊戲紀錄片」的錄製。

## 評價及其意義
儘管《露營者日記》對機造影片的建立來說很重要，不過評論家對此部影片的實際內容頗有微詞。馬力諾認為劇情「簡單」；同樣的，凱蘭、莫里斯、與勞埃德均認為：「這部片情節稱不上是個故事。」，而羅沃德則寫道：「該劇情僅僅提供比一組短篇遊戲內部開發笑話集稍稍多一點點笑料而已。」在主流雷神之錘電影評論網站中，網站「雷神之鎚電影圖書館」的羅傑·馬修認為電影：「比死鬥模式外加個攝影鏡頭多不了多少。」在網站「Psyk's Popcorn Jungle」的保羅·科茨寫道：「這部電影挺單~調~，不是非常有趣。」網站「電影院」的史蒂芬·盧姆說該片有著「怪誕的幽默感。」
雖然《雷神之錘》電影評論家們指出了《露營者日記》的不足，也亦讚賞其新穎意念和其他優點，不過，其最終評價卻各不相同。馬修寫道：「攝影機鏡頭工作得很好，從來沒有出過差錯。」盧姆則給予電影在創新/創意部分完美的10分「因為[它]開始了《雷神之鎚》的電影熱。」在諸多主流雷神之鎚電影審查網站中，只有The Cineplex給予《露營者日記》很好的總體評價，在10分裡給了7.5分。馬修和科茨則分別只給了100%中的20%以及10分中只給2分。後來，科茨更新了其評論，他說：「我感到我過去對DoaC陳舊不堪的事實反應過度。這是有史以來第一部《雷神之鎚》電影。我必須給予遊騎兵戰隊很大的讚譽……不過，以今天的標準來說，評價似乎合適。」
由於《露營者日記》的重要性，人們在許多機造影片簡報會上仍然繼續介紹它。它是許多第一個列入Machinima檔案館作品中的一部。Machinima檔案館是介於史丹福大學、網際網路檔案館、機造影片藝術與科學學院和machinima.com間的合作機構。在2005年於美國史丹福大學舉行的活動中，《露營者日記》也與後來的機造影片作品一同展示，如紅對藍。同樣地， 澳洲動畫圖像中心在2006年7月16日結束的機造影片展覽中展出了《露營者日記》。